# Pseudothereva unifasciata
Pseudothereva unifasciata är en tvåvingeart som först beskrevs av Krober 1913.  Pseudothereva unifasciata ingår i släktet Pseudothereva och familjen stilettflugor.
Artens utbredningsområde är Etiopien. Inga underarter finns listade i Catalogue of Life.